# Howard Blake

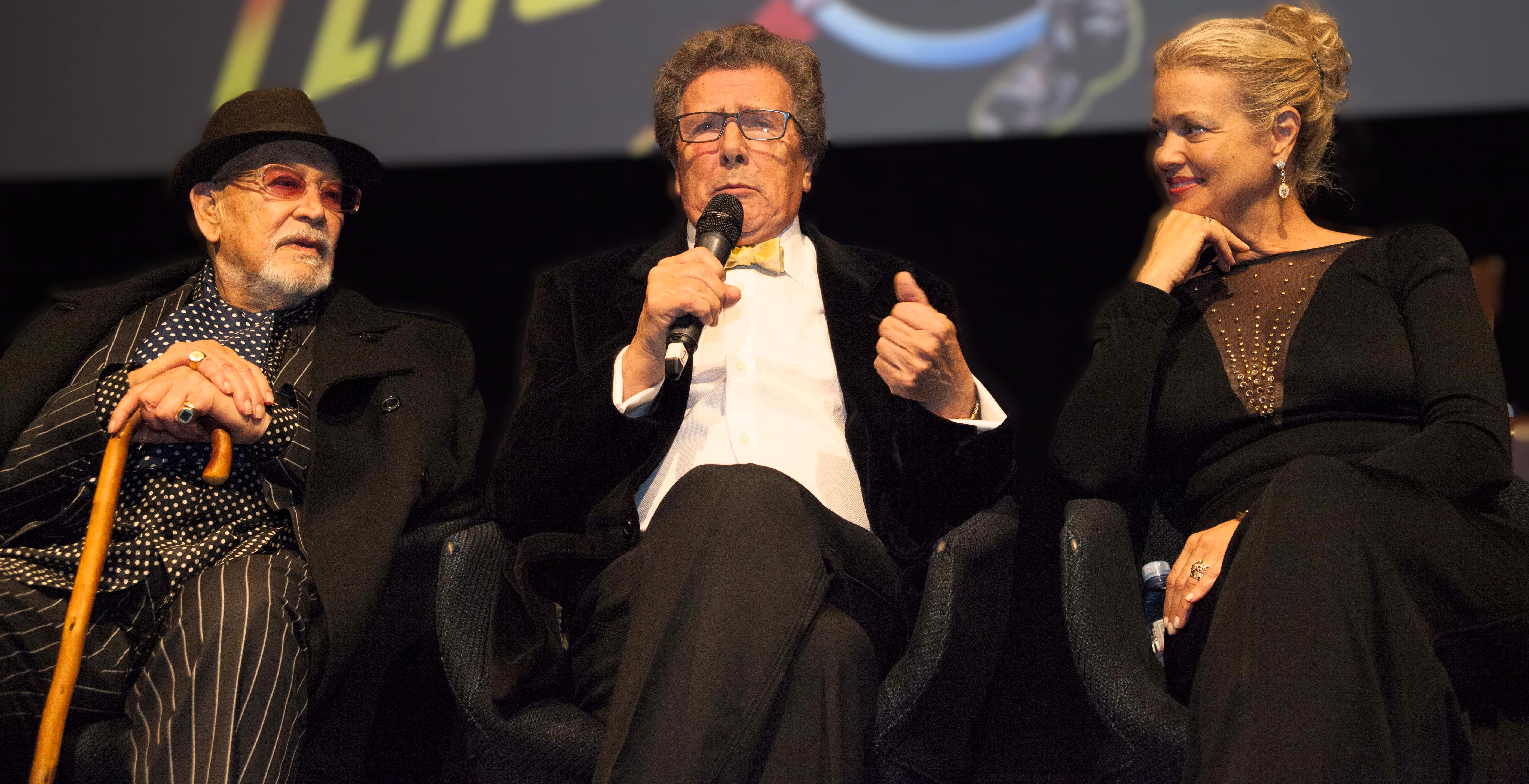
Howard Blake (Mitte) neben Peter Wyngarde und Melody Anderson bei einer Filmvorführung von Flash Gordon im Jahr 2015

Howard Blake OBE (* 28. Oktober 1938 in London) ist ein englischer Komponist.

## Leben und Wirken
Blake schrieb nach eigenen Angaben im Alter von neun Jahren sein erstes Musikstück. Er studierte an der Royal Academy of Music, unter anderem Klavier bei Harold Craxton und Komposition bei Howard Ferguson. Er arbeitete einige Jahre als Barpianist, schließlich als Session-Pianist in renommierten Musikstudios wie den Abbey Road Studios. Ende der 1960er-Jahre zeigte er Bernard Herrmann eine seiner Kompositionen, der ihm daraufhin einen ersten Job als Filmkomponist an der Fernsehserie Mit Schirm, Charme und Melone vermittelte.
Eine von Blakes bekanntesten Kompositionen ist seine Filmmusik für den englischen Animationsfilm The Snowman aus dem Jahr 1982, wobei insbesondere das Stück Walking in the Air aus diesem Film berühmt wurde und von Künstlern verschiedener Musikgenres aufgenommen wurde. Ebenfalls bekannt ist sein Soundtrack zum Science-Fiction-Film Flash Gordon (1980), bei dem er mit der britischen Rockband Queen zusammenarbeitete. Ergebnis dieser Zusammenarbeit war das Soundtrack-Album Flash Gordon.
Blake wird zunehmend für seine klassischen Werke anerkannt, darunter Konzerte, Oratorien, Ballette, Opern und zahlreiche Instrumentalstücke. Sein Schaffen umfasst insgesamt über 700 Kompositionen. Er ist Fellow und Visiting Professor an der Royal Academy of Music. Blake sieht sich im Gegensatz zu anderen Komponisten der Gegenwart als Vertreter dezidiert melodischer Musik, da er die Melodie als essentielles Element großer Musik begreift. Er wurde 1994 vom britischen Königshaus mit dem Order of the British Empire geehrt.

## Filmographie (Auswahl)
- 1968/69: Mit Schirm, Charme und Melone (The Avengers, Fernsehreihe, Musik zu 10 Episoden)
- 1970: Der Elefant Slowly (An Elephant Called Slowly)
- 1970: Die eine will’s, die andere nicht (Some Will, Some Won’t)
- 1973: Abenteuer Gold (The Rainbow Boys)
- 1977: Die Duellisten (The Duellists)
- 1978: Das Rätsel der Sandbank (The Riddle of the Sands)
- 1978: Blutsverwandte (Les Liens de sang)
- 1978: Der Mondschimmel (The Moon Stallion, Fernseh-Miniserie)
- 1979: S.O.S. Titanic
- 1980: Flash Gordon
- 1982: Der Schneemann (The Snowman)
- 1983: Amityville III
- 1983: Verflucht sei, was stark macht (The Lords of Discipline)
- 1987: A Month in the Country
- 1989: Granpa
- 1996: William Shakespeares Sommernachtstraum (A Midsummer Night’s Dream)
- 1999: The Bear (Kurzfilm)
- 1999: My Life So Far

## Konzertwerke

### Kompositionen
- Violin Sonata, Op. 586 (1973/2007)
- Penillion for violin & piano, Op. 571 (1975/2005)
- Piano Quartet, Op. 179 (1974)
- Jazz Dances for violin & piano, Op. 520a (1976/2008)
- Sinfonietta for brass, Op. 300 (1981)
- Suite for strings – A Month in the Country, Op. 446 (1992)
- The Passion of Mary, Op. 577 (2006)
- Benedictus (Song of Zechariah), Op. 282 (1980)
- Lifecycle, Op. 489 (1996)

### Auftragsarbeiten
- Clarinet Concerto (für Thea King und das English Chamber Orchestra, 1984)
- Violin Concerto "The Leeds" (zum 100. Geburtstag der City of Leeds, 1993)
- Piano Concerto (zum 30. Geburtstag von Diana Princess of Wales, 1991)
- Diversions for cello and orchestra (für Maurice Gendron, 1985)
- Flute Concerto (für Gabrielle Byam Grounds, 1996)
- Toccata (a celebration of the orchestra) (für The Royal Philharmonic Orchestra zum 30. Geburtstag, 1976)
- Oboe Concerto (für David Powell, 1971)
- Heartbeat (für die BBC und den Solisten Ian Dixson, 1990)